# Hosejn Nuri
Hosejn Nuri (pers. حسین نوری; ur. 4 sierpnia 1990) – irański zapaśnik walczący w stylu klasycznym. Brązowy medalista mistrzostw świata w 2017. Triumfator igrzysk azjatyckich w 2018. Mistrz Azji w 2017, 2018 i 2019. Brązowy medalista wojskowych MŚ z 2021. Piąty w indywidualnym Pucharze Świata w 2020. Pierwszy w Pucharze Świata w 2016 i trzeci w 2017 roku.